# Baba Ibrahim Dey
Baba Ibrahim Dey ou Ibrahim III est un dey d'Alger ayant régné de 1732 à 1745.

## Biographie
Il fut khaznadar (trésorier particulier) lors du règne de son prédécesseur Baba Adbi (1724-1732). 
Son règne est marqué par l’échec d'une tentative de reprendre Oran aux Espagnols en septembre 1732. Parallèlement, il réussit à mettre fin à diverses intrigues des ambassadeurs européens dans la régence d'Alger. Il mène une expédition victorieuse contre Tunis et prend la ville en 1735. Il impose à la régence de Tunis le paiement d'une redevance annuelle de 50 000 piastres.  
Baba Ibrahim hérite du pouvoir de son beau-frère Baba Abdi, et le transmet après son abdication, à son neveu Ibrahim Kouchouk, ce qui constitue une des tentatives de rendre la transmission du pouvoir héréditaire de l'histoire de la régence d'Alger.